# Pseudoschulthessiella
Pseudoschulthessiella är ett släkte av insekter. Pseudoschulthessiella ingår i familjen Thericleidae.
Kladogram enligt Catalogue of Life:
| Pseudoschulthessiella | \| \| Pseudoschulthessiella armata \| \| \| \| \| \| Pseudoschulthessiella cerciata \| \| \| \| \| \| Pseudoschulthessiella dubiosa \| \| \| \| \| \| Pseudoschulthessiella furcata \| \| \| \| \| \| Pseudoschulthessiella mitrata \| \| \| \| \| \| Pseudoschulthessiella whellani \| \| \| \| |
|                       | \| \| Pseudoschulthessiella armata \| \| \| \| \| \| Pseudoschulthessiella cerciata \| \| \| \| \| \| Pseudoschulthessiella dubiosa \| \| \| \| \| \| Pseudoschulthessiella furcata \| \| \| \| \| \| Pseudoschulthessiella mitrata \| \| \| \| \| \| Pseudoschulthessiella whellani \| \| \| \| |
|                       | Pseudoschulthessiella armata |
|                       | |
|                       | Pseudoschulthessiella cerciata |
|                       | |
|                       | Pseudoschulthessiella dubiosa |
|                       | |
|                       | Pseudoschulthessiella furcata |
|                       | |
|                       | Pseudoschulthessiella mitrata |
|                       | |
|                       | Pseudoschulthessiella whellani |
|                       | |